# Guasconi

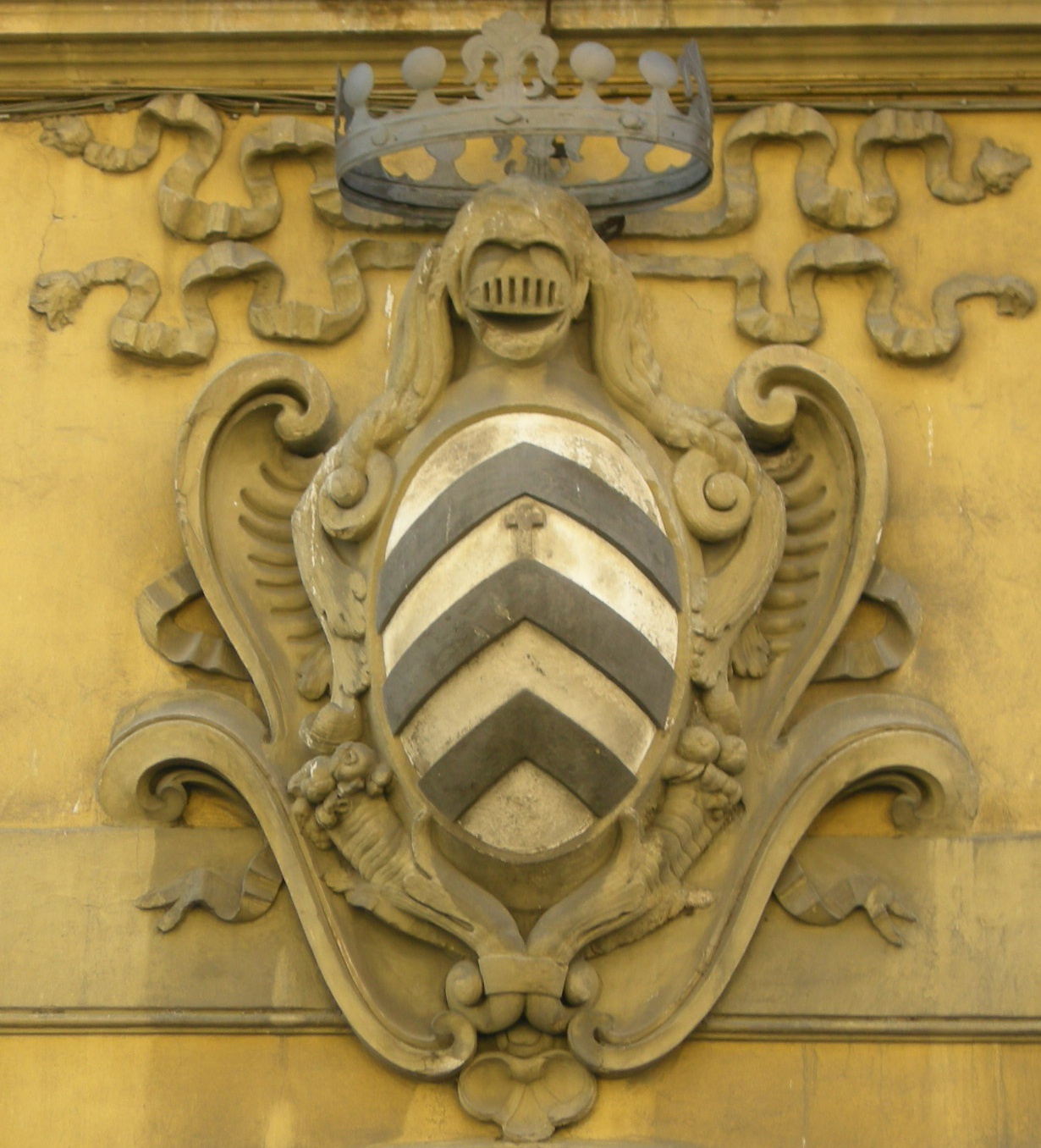
Stemma Guasconi su palazzo Guasconi

I Guasconi, o Guasconi di Villamena, sono un'antica famiglia patrizia di Firenze, che alcuni vogliono discendere dai Fighineldi Cattani di Combiate e altri fanno risalire al santo aretino Andrea Guasconi, martirizzato durante le persecuzioni anticristiane del IV secolo. 
Oltre a quello fiorentino, sono esistiti altri due rami: uno, ancora fiorente, fu trapiantato in Sicilia nel XIV secolo e fece ritorno a Firenze alla fine XVIII secolo; un altro godette nobiltà in Arezzo, ma risultava estinto già a metà del XVI secolo.

## Storia familiare

### Ramo fiorentino
Furono di fede guelfa, legati all'arte della lana e, tra il 1314 e il 1528, diedero alla Repubblica di Firenze 7 Gonfalonieri di Giustizia e 40 priori delle arti, oltre a numerosi ambasciatori, condottieri, religiosi e docenti dello Studio Fiorentino. 
Fra' Bernardo Guasconi, vescovo di Cervia, nel 1352 fu mandato ambasciatore per fissare i preliminari della pace tra Firenze e l'arcivescovo di Milano. Suo fratello Zenobi, priore di Santa Maria Novella, diede l'incarico ad Andrea di Bonaiuto di affrescare il celebre Cappellone degli Spagnoli, ma è ancora dibattuto se l'ispirazione del ciclo di affreschi sia da attribuirsi allo stesso Zenobi o al suo predecessore Jacopo Passavanti. 
Biagio Guasconi consigliò di cacciare dalla città Pandolfo Malatesta, col sentore che volesse tradire e tentare di diventare signore. Per questa predizione, nel 1378, fu armato cavaliere del Popolo durante la rivolta dei Ciompi. Nel 1403-4 un suo nipote, Niccolò, fu ufficiale della zecca nel periodo in cui fu coniata una nuova moneta, il grosso fiorentino, che per tale ragione reca l'incisione dello stemma Guasconi. Lo stesso Niccolò, nel 1405, fu, con Filippo Corsini e Iacopo Salviati, ambasciatore della Repubblica presso il re di Francia, Carlo VI, e da questi fu creato cavaliere, ottenendo il privilegio di poter appuntare sul proprio stemma uno scudetto azzurro, con tre gigli di Francia, sormontato da una corona d'oro. Jacopo fu vicario generale del contado fiorentino con l'incaricato di debellare il banditismo e, assolto tale compito, fu dapprima ambasciatore a Lucca e a Bologna e poi, nel 1430, commissario nella guerra contro Lucca.
Tradizionalmente legati agli Albizzi e ostili ai Medici, i Guasconi vennero esiliati dopo la presa del potere da parte di Cosimo de'Medici (1434), per poi tornare in patria e rientrare nella vita pubblica dopo la caduta dei Medici (1494), con Gioacchino, che nel 1495 fu ambasciatore in Francia, presso Carlo VIII, e successivamente vicario della Valdelsa (1498-99) e gonfaloniere di giustizia (1499); egli fu inoltre tra i tre candidati alla carica di gonfaloniere a vita con Tommaso Malegonnelle e Piero Soderini, il quale risultò eletto al secondo scrutinio. Durante l'assedio di Firenze (1529-1530), Giovacchino e Dionigi furono tra i più strenui difensori della Repubblica, e, una volta fuorusciti, combatterono nella battaglia di Montemurlo e parteciparono alla difesa di Siena sotto la guida di Piero Strozzi. 
A questa stirpe appartennero inoltre: Pietro Guasconi, vescovo di Sagona dal 1391 al 1411; la serva di Dio suor Anna Caterina Guasconi (1647-1693); sir Bernardo Guasconi (Bernard Gascoigne,1614-1687). Quest'ultimo, militare trasferitosi in Inghilterra per servire Carlo I durante la guerra civile, divenne, dopo la restaurazione di Carlo II, un fondamentale punto di riferimento e consigliere politico nei rapporti tra la corte inglese e quella del granducato di Toscana. 
Dopo la caduta della Repubblica i Guasconi si tennero più distanti dalla vita pubblica e il ramo fiorentino si estinse nell'abate Niccolò (1757), di Gioacchino, del senatore Niccolò. Gli successe il ramo siciliano della famiglia.

### Ramo siciliano
Il ramo siciliano, conosciuto anche con il nome di Guascone, ebbe origine con Giovanni di Ristoro, che, giunto in Sicilia alla fine del XIV secolo, si schierò con re Martino I, aiutandolo a soffocare la rivolta di una parte dell'aristocrazia isolana. Dopo la vittoria della fazione aragonese, Giovanni Guasconi fu ricompensato con la concessione, per sé e tutta la sua discendenza mascolina, del cavalierato ereditario e del titolo di Signore di onze 400 annuali sopra le estrazioni del porto di Agrigento (1392).
Nei secoli successivi i Guasconi furono ascritti nelle mastre nobili di Palermo, Messina e Siracusa; i suoi esponenti principali furono: Girolamo, medico, filosofo e protomedico del regno, Agostino, illustre legista, Marc'Antonio, tre volte senatore di Palermo, don Carlo, anch'egli senatore di Palermo, e don Girolamo, giudice della Corte Pretoriana. Don Francesco, luogotenente tesoriere generale e collettore delle regie fiscalie, fu insignito del titolo di barone di Sant'Anna (1679), mentre suo nipote, don Francesco Saverio, barone di Sant'Anna, luogotenente delle regie fiscalie e senatore di Palermo, ottenne per sé ed i suoi discendenti il titolo di marchese di Villamena (1789). Don Giovanni, figlio di quest'ultimo, fece ritorno a Firenze per raccogliere l'eredità del ramo principale, estintosi nel frattempo.
Diversi membri della famiglia furono ricevuti nell'Ordine di Malta e nell'Ordine di Santo Stefano papa e martire.

## Residenze e patronati
A Firenze essi avevano varie case, tra cui la più importante era palazzo Guasconi, in corso Tintori. Anche il palazzo attiguo, detto poi Jennings Riccioli fu della casata e contiene un bello scudo dei Guasconi sopra il portale. Altri palazzi posseduti dai Guasconi a Firenze furono palazzo Spini Feroni, palazzo Benci e palazzo Guasconi a via de' Conti.
Ad essi è intitolato il vicolo Guascone nel centro storico Palermo, situato ove sorgeva il palazzo del marchese di Villamena.
Ebbero i seguenti patronati: pieve di Santa Maria a Carraia, chiesa di Santa Maria alla Querciola, pieve di Santa Maria (Antella), chiesa di San Pietro (Calenzano). Ebbero il patronato della vecchia sala capitolare della Badia fiorentina.
Nella chiesa di San Francesco ad Arezzo si trova una cappella Guasconi affrescata da Spinello Aretino.

## Stemma
Lo stemma familiare è d'argento, a tre scaglioni di nero, con lo scaglione mediano cimato da una crocetta patente di rosso, oppure da uno scudetto di Francia. Esemplari dell'arma dei Guasconi sono visibili nella chiesa e nel chiostro di Santa Maria Novella, nonché in numerosi palazzi pubblici di Firenze e della provincia.
Il ramo siciliano adottò lo stesso stemma ma con colori diversi: d'azzurro a tre scaglioni d'oro, il secondo sormontato da una crocetta potenziata dello stesso.
La famiglia Guasconi di Arezzo utilizzava uno stemma d'argento a tre pali di nero.